# Helias
Helias là một chi bướm ngày thuộc họ Bướm nâu.